# David Robert Bates
David Robert Bates (ur. 18 listopada 1916 w Omagh, zm. 5 stycznia 1994 w Belfaście) – północnoirlandzki fizyk, chemik i  matematyk specjalizujący się w zakresie teoretycznej fizyki (atomowej i molekularnej) oraz jej zastosowań w fizyce atmosfery, fizyce przestrzeni międzygwiazdowej, fizyce plazmy i astrofizyce, związany z University College London i Queen’s University Belfast. Był również działaczem na rzecz pokoju i współzałożycielem Alliance Party of Northern Ireland.

## Życiorys
Początkowo uczęszczał do lokalnej szkoły w Omagh. W roku 1925 rodzina przeprowadziła się do Belfastu, gdzie ukończył szkołę średnią (Royal Belfast Academical Institution, 1934) i studia. Stopień MS fizyki uzyskał w Queen’s University Belfast w roku 1938. W latach 1945–1951 pracował jako wykładowca w University College London, gdzie w roku 1951 otrzymał doktorat w tej samej dziedzinie. Jego nauczycielem i opiekunem naukowym był w tym okresie Harrie Massey, uczeń Ernesta Rutherforda. Rozpoczęte wspólnie badania w dziedzinie mechaniki kwantowej przerwały działania związane z II wojną światową. Uczelnia została zamknięta, a obaj naukowcy podjęli badania w Admiralty Research Laboratory w Teddington; D. Bates poszukiwał możliwości skonstruowania urządzeń elektrycznych, przeciwdziałających detonacjom min morskich aktywowanych magnetycznie. W późniejszym okresie pracował, wraz z Masseyem, w Havant (Hampshire) przy projektowaniu min. Poza głównym zajęciem pisał artykuły naukowe dotyczące fizyki teoretycznej i fizyki górnych warstw atmosfery.
Po zakończeniu wojny Bates i Massey wrócili do University College, gdzie kontynuowali badania podstawowe dotyczące zjawisk fizycznych w atmosferze i jonosferze, tworząc podstawy współczesnej aeronomii (pojęcie wprowadzone przez Sydneya Chapmana). Bates zajmował się też mechanizmami reakcji katalitycznych zachodzących w atmosferze (m.in. z udziałem metanu, pary wodnej, tlenków azotu, ozonu), współpracując z Marcelem Nicoletem. Rolę D. Batesa, M. Nicoleta i S. Chapmana, jako pionierów w tej dziedzinie, wskazywał w roku 1995 Paul Crutzen, laureat Nagrody Nobla, w swoim wykładzie zatytułowanym „My life with O3, NOx and other YZOxs”.
W latach 1951–1994 David R. Bates był profesorem matematyki i fizyki teoretycznej oraz kontynuował badania w Queen’s University Belfast. Stworzył szkołę naukową teoretycznej fizyki atomowej i molekularnej, w której wykształcił wielu naukowców, zajmujących później wysokie stanowiska na uniwersytetach w Stanach Zjednoczonych i Europie.

## Publikacje
Jest autorem ponad 300 publikacji naukowych, m.in. książek:
- The Planet Earth (1957)
- Advances in Atomic, Molecular and Optical Physics (1993, współautor: Benjamin Bederson)

## Odznaczenia, wyróżnienia i upamiętnienie
David R. Bates był członkiem licznych stowarzyszeń naukowych, m.in. Royal Society i National Academy of Sciences. Otrzymał:
- 1978 – Rycerz Orderu Imperium Brytyjskiego,
- 1977 – Złoty Medal Królewskiego Towarzystwa Astronomicznego (David R. Bates i John G. Bolton),
- 1970 – Hughes Medal.

Jego imieniem nazwano medal, nadawany przez European Geosciences Union (Division on Planetary & Solar System Sciences) – David Bates Medal, oraz nagrodę Bates Prize, przyznawaną przez Institute of Physics.
W Queen’s University Belfast (Centre for Theoretical Atomic, Molecular and Optical Physics) jeden z budynków nazwano „David Bates Building” (DBB).

## Życie rodzinne
Rodzice Batesa, Mary Olive Shera Bates i Walter Vivian Bates (farmaceuta), mieli dwoje dzieci, Davida i Margaret. David R. Bates ożenił się w roku 1956 z Barbarą Bates. Mieli syna, Adama, i córkę, Katherinę.